# Shirley Williams
Pour les articles homonymes, voir Williams.
Shirley Vivian Teresa Brittain Williams, baronne Williams de Crosby, née Catlin le 27 juillet 1930 à Londres et morte le 12 avril 2021, est une personnalité politique britannique.

## Biographie
Shirley Brittain-Catlin est la fille de l'écrivaine pacifiste et féministe Vera Brittain (1893–1970) et du politicien et philosophe Sir George Edward Gordon Catlin (1896–1979). Son frère aîné, John Brittain-Catlin (1927-1987), est peintre. Elle est élève de la St Paul's Girls' School en 1943, puis pensionnaire au lycée de filles Talbot Heath à Bournemouth. Elle obtient une bourse au Somerville College d'Oxford où elle s'inscrit dans le cursus Philosophie, politique et économie (PPE),.
Membre du Parti travailliste à ses débuts, elle est élue députée à la Chambre des communes (MP) en 1964 et le reste jusqu'en 1983 et secrétaire d'État à plusieurs reprises. En 1981 elle fait partie de « bande des quatre » qui fondent le Parti social-démocrate (SDP).
Entre 2001 et 2004, elle est cheffe de file des Libéraux-Démocrates (l'héritier du SDP) à la Chambre des lords et, de 2007 à 2010, est conseillère spéciale pour la prolifération nucléaire pour le Premier ministre Gordon Brown. Elle reste un membre actif de la Chambre des lords jusqu'à son départ à la retraite en janvier 2016.
Elle est professeure émérite de politique électorale à la John F. Kennedy School of Government à l'université Harvard, parmi de nombreuses autres activités. 

## Résultats électoraux
| Date             | Circonscription        | Parti | Parti                  | Voix   | %    | Résultat |
| ---------------- | ---------------------- | ----- | ---------------------- | ------ | ---- | -------- |
| 11 février 1954  | Harwich                |       | Parti travailliste     | 13 535 | 40,9 | battue   |
| 26 mai 1955      | Harwich                |       | Parti travailliste     | 14 425 | 34,1 | battue   |
| 8 octobre 1959   | Southampton Test       |       | Parti travailliste     | 23 410 | 43,7 | battue   |
| 15 octobre 1964  | Hitchin                |       | Parti travailliste     | 34 034 | 45,8 | élue     |
| 31 mars 1966     | Hitchin                |       | Parti travailliste     | 42 233 | 56,5 | élue     |
| 18 juin 1970     | Hitchin                |       | Parti travailliste     | 40 932 | 48,5 | élue     |
| 28 février 1974  | Hertford and Stevenage |       | Parti travailliste     | 30 343 | 44,7 | élue     |
| 10 octobre 1974  | Hertford and Stevenage |       | Parti travailliste     | 29 548 | 47,1 | élue     |
| 3 mai 1979       | Hertford and Stevenage |       | Parti travailliste     | 30 443 | 43,2 | battue   |
| 26 novembre 1981 | Crosby                 |       | Parti social-démocrate | 28 118 | 49,0 | élue     |
| 9 juin 1983      | Crosby                 |       | Parti social-démocrate | 27 203 | 42,0 | battue   |
| 11 juin 1987     | Cambridge              |       | Parti social-démocrate | 16 564 | 30,6 | battue   |